# 托罗罗

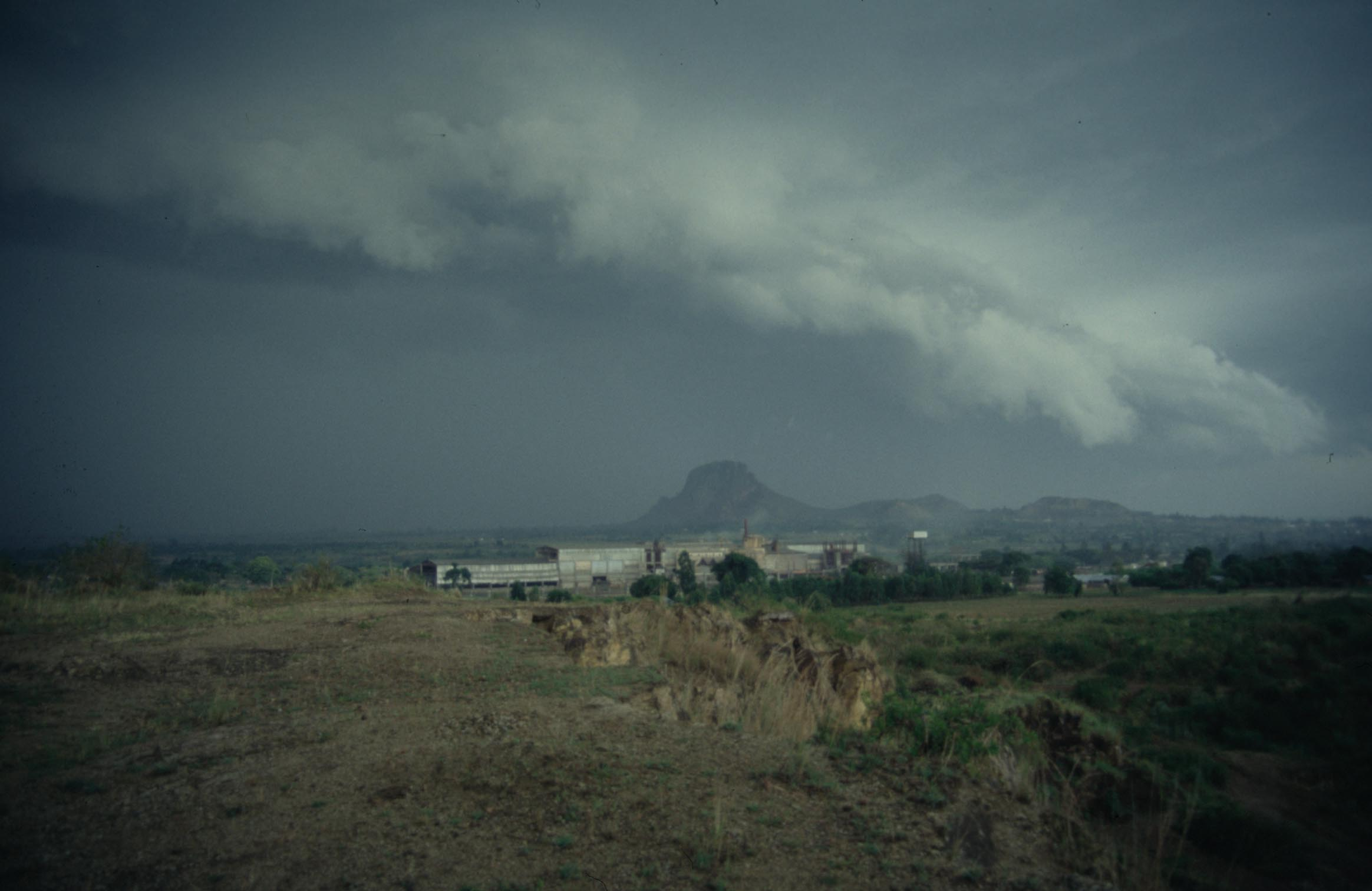
托羅羅

托罗罗（Tororo）是乌干达东部托罗罗区的一座城市，接近乌干达与肯尼亚的边境，帕夸奇至内罗毕和卡塞塞至坎帕拉两条铁路在该城交汇。此外，托罗罗也是重要的公路枢纽。
0°41′N 34°11′E / 0.683°N 34.183°E